# Stokes (cráter marciano)
Stokes es un cráter de impacto perteneciente al cuadrángulo Cebrenia del planeta Marte.  Está localizado en el llanuras del hemisferio norte del planeta, en las coordenadas 55,9 Norte de latitud y 188.8 oeste de longitud. Su diámetro es de 66 km.
Es reconocible por sus dunas de arena de tono oscuro, formadas por los fuertes vientos del planeta.
Lleva el nombre del físico británico George Gabriel Stokes.
Las investigaciones realizadas en julio de 2010 demostraron que Stokes es uno de los al menos nueve cráteres de las llanuras del norte de Marte que contienen minerales hidratados. Se trata de minerales de arcilla, también denominados filosilicatos.